# Ribeira do Carapito
A ribeira do Carapito, também conhecido por rio Carapito, é uma ribeira portuguesa que nasce na freguesia do Carapito, concelho de Aguiar da Beira, Distrito da Guarda, no chamado Monte Carapito, muito próximo, aliás, da nascente do Rio Dão.
Depois de percorrer aproximadamente 20 km, no sentido Sudoeste, as suas águas desaguam na margem esquerda do rio Dão, na freguesia de Vila Cova do Covelo, concelho de Penalva do Castelo, Distrito de Viseu.